# UFC 237
UFC 237: Namajunas vs. Andrade（ユーエフシー・ツーサーティセブン：ナマユナス・バーサス・アンドラージ）は、アメリカ合衆国の総合格闘技団体「UFC」の大会の一つ。2019年5月11日、ブラジル・リオデジャネイロ州リオデジャネイロのジュネス・アリーナで開催された。

## 大会概要
本大会では王者ローズ・ナマユナスと挑戦者ジェシカ・アンドラージによるUFC世界女子ストロー級タイトルマッチが組まれ、アンドラージがスラムによるKO勝利で王座を獲得した。

## 試合結果

### アーリープレリム
第1試合 女子バンタム級 5分3R
○  ビビアン・アラウジョ vs.  タリタ・ベルナルド ×
3R 0:48 KO（右フック）
第2試合 バンタム級 5分3R
○  ラオーニ・バルセロス vs.  カルロス・ホアキン ×
2R 4:49 TKO（パウンド）
第3試合 女子フライ級 5分3R
○  ルアナ・カロリーナ vs.  プリシラ・カショエイラ ×
3R終了 判定3-0（30-26、30-26、29-27）

### プレリミナリーカード
第4試合 ライト級 5分3R
○  クレイ・グイダ vs.  BJ・ペン ×
3R終了 判定3-0（29-28、29-28、29-27）
第5試合 ウェルター級 5分3R
○  ワーレイ・アウヴェス vs.  セルジオ・モラエス ×
3R 4:13 KO（右飛び膝蹴り→右アッパー）
第6試合 ライト級 5分3R
○  ティアゴ・モイゼス vs.  カート・ホロボー ×
3R終了 判定3-0（30-26、30-26、30-27）
第7試合 ライトヘビー級 5分3R
○  ライアン・スパン vs.  アントニオ・ホジェリオ・ノゲイラ ×
1R 2:07 KO（左アッパー→パウンド）

### メインカード
第8試合 63.9kg契約 5分3R
○  アイリーン・アルダナ vs.  ベチ・コヘイア ×
3R 3:24 腕ひしぎ十字固め
※コヘイアの体重超過によりバンタム級から変更。
第9試合 ウェルター級 5分3R
○  ローレアノ・スタロポリ vs.  チアゴ・アウベス ×
3R終了 判定3-0（30-27、30-27、29-28）
第10試合 フェザー級 5分3R
○  アレクサンダー・ヴォルカノフスキー vs.  ジョゼ・アルド ×
3R終了 判定3-0（30-27、30-27、30-27）
第11試合 ミドル級 5分3R
○  ジャレッド・キャノニア vs.  アンデウソン・シウバ ×
1R 4:47 TKO（足の負傷）
第12試合 UFC世界女子ストロー級タイトルマッチ 5分5R
○  ジェシカ・アンドラージ vs.  ローズ・ナマユナス ×
2R 2:58 KO（スラム）
※アンドラージが王座獲得に成功。

### 各賞
ファイト・オブ・ザ・ナイト： ジェシカ・アンドラージ vs. ローズ・ナマユナス
パフォーマンス・オブ・ザ・ナイト： ジェシカ・アンドラージ、ワーレイ・アウヴェス
各選手にはボーナスとして5万ドルが授与された。

### カード変更
負傷などによるカードの変更は以下の通り。